# Campeonato Nacional General Artigas
Das Campeonato Nacional General Artigas, teils auch als Copa Artigas bezeichnet, war ein uruguayischer Fußball-Vereinswettbewerb.
Der Wettbewerb wurde in den Jahren 1960, 1961 und 1962 ausgetragen. Es stellte einen ersten Versuch im uruguayischen Fußball dar, eine Meisterschaft auszurichten, an der sowohl Mannschaften aus dem Landesinneren als auch aus Montevideo teilnahmen. Die Idee entstammte der Asociación Uruguaya de Fútbol (AUF), die damit anlässlich des 60-jährigen Bestehens des Verbandes die zehn montevideanischen Vereine der Primera División sowie die vier Sieger der Verbände des Landesinneren in einem Turnier vereinigte. Neben den Erstligavereinen traten somit Artigas für das Küstengebiet (Litoral), Durazno (Süden), Tacuarembó (Norden) und Maldonado (Osten) an.
Die Erstaustragung entschied Club Atlético Defensor nach elf Siegen und zwei Unentschieden zu seinen Gunsten.
Die von Hugo Bagnulo trainierte Siegermannschaft bestand dabei im Kern aus den folgenden Spielern:

Radiche (Radicci) – Esteban Álvarez (Kapitän), Climaco Rodríguez – De Souza, Malinowski, Miramontes – Román, Rosas Riolfo, Walter Hernández, Willy Píriz, Brasil.

Ebenfalls eingesetzt wurden Marega, Clulow, Omar Ferreira, J.M. Castro und Marotti.
Zweitplatzierter war Nacional, gefolgt von Peñarol, Liverpool, Cerro und Fénix. In den beiden Folgejahren gewann jeweils Nacional den Titel.

## Siegerliste
| Jahr | Sieger                 |
| ---- | ---------------------- |
| 1960 | Club Atlético Defensor |
| 1961 | Nacional               |
| 1962 | Nacional               |